# Aleksandr Kossarev
Aleksandr Borisovitch Kossarev (en russe : Александр Борисович Косарев) est un joueur russe (d'origine ukrainienne) de volley-ball né le 30 juillet 1977 à Rivne (oblast de Rivne, RSS d'Ukraine, alors en URSS). Il mesure 2,03 m et joue central. Il totalise 120 sélections en équipe de Russie.

## Biographie
Il a obtenu la nationalité russe en 1999. Il est récipiendaire de la médaille de l'Ordre du mérite pour la Patrie depuis le 2 août 2009

## Clubs
| Club                  | De        | À         |
| --------------------- | --------- | --------- |
| Nadzbrouchye Ternopil | 1994-1995 | 1996-1997 |
| Lokomotiv Belgorod    | 1997-1998 | 2005-2006 |
| Zenit Kazan           | 2006-2007 | 2007-2008 |
| Lokomotiv Belgorod    | 2008-2009 | 2008-2009 |
| Fakel Novy Ourengoï   | 2008-2009 | 2008-2009 |
| Lokomotiv Belgorod    | 2010-2011 | ...       |

## Palmarès
- Championnat du monde
  - Finaliste : 2002
- Ligue mondiale (1)
  - Vainqueur : 2002
  - Finaliste : 2000
- Championnat d'Europe
  - Finaliste : 2007
- Ligue européenne
  - Finaliste : 2004
- Ligue des champions (4)
  - Vainqueur : 2003, 2004, 2008, 2014
- Coupe de la CEV (1)
  - Vainqueur : 2009
  - Finaliste : 2002
- Championnat de Russie (8)
  - Vainqueur : 1998, 2000, 2002, 2003, 2004, 2005, 2007, 2013
  - Finaliste : 1999, 2006
- Coupe de Russie (7)
  - Vainqueur : 1997, 1998, 2003, 2005, 2007, 2012, 2013
- Supercoupe de Russie (1)
  - Vainqueur : 2013